# Moravská Třebová
Moravská Třebová är en stad i Tjeckien.   Den ligger i distriktet Okres Svitavy och regionen Pardubice, i den östra delen av landet, 160 km öster om huvudstaden Prag. Moravská Třebová ligger 364 meter över havet och antalet invånare är 11 414.
Terrängen runt Moravská Třebová är kuperad västerut, men österut är den platt. Moravská Třebová ligger nere i en dal. Runt Moravská Třebová är det ganska glesbefolkat, med 27 invånare per kvadratkilometer. Närmaste större samhälle är Svitavy, 14,1 km väster om Moravská Třebová. Trakten runt Moravská Třebová består till största delen av jordbruksmark.